# James McBey
James McBey, né le 23 décembre 1883 à Newburgh (Écosse) et mort le 1er décembre 1959 à Tanger (Maroc), est un aquafortiste, dessinateur de guerre et peintre britannique.

## Biographie
James McBey naît le 23 décembre 1883 à Newburgh dans l'Aberdeenshire, en Écosse.
Il a une « liaison scandaleuse » avec l'artiste écossaise Anne Finlay. Ils séjournent ensemble un temps à Paris et à Venise, puis assistent au Chelsea Arts Ball de la Saint-Sylvestre 1924, vêtus de costumes inspirés de Francisco de Goya.